# Haploops tenuis
Haploops tenuis is een vlokreeftensoort uit de familie van de Ampeliscidae. De wetenschappelijke naam van de soort is voor het eerst geldig gepubliceerd in 1966 door Kanneworff.